# 海州攻击说
海州攻击说（：／）是宣称朝鲜战争初期的韩国先侵略北朝鲜的理论。

## 过程

### 東方集團
1950年6月25日上午10时（UTC+09:00），朝鲜内务部发表公报称：南朝鲜军队于25日拂晓在三八线全线向北朝鲜发动了意外的进攻，南朝鲜军队在黄海道的海州西部地区与金川地区以及江原道的铁原地区，三路侵入北朝鲜一公里至二公里，朝鲜内务部已命令朝鲜民主主义人民共和国警备队将侵入三八线以北地区的南朝鲜军队予以击退。
6月25日11时许（UTC+09:00），平壤广播电台广播：“无赖叛逆李承晚命令李伪军侵略了北方，人民军为了自卫将其击退，并开始正当进入南方。李承晚匪帮将被逮捕、被判刑。”13时30分金日成发表广播讲话说：“南方拒绝了北方的所有和平统一的建议，对海州附近发动了进攻。”
6月25日下午6时（UTC+09:00），朝鲜内务部发表公报称：朝鲜民主主义人民共和国警备队于25日拂晓遭到南朝鲜军队的意外进攻后，展开了顽强的防御战。警备队在与朝鲜人民军的协同作战下，迅即击溃敌人的进攻，转入了反攻，并已在许多地区前进至三八线以南5-10公里，目前战争正在继续进行中。
1950年7月2日（UTC+08:00），中国共产党官方媒体《人民日报》刊登了《李承晚匪帮发动朝鲜内战真相——被俘之李承晚伪军的谈话》一文，为朝鲜政府的“南朝鲜军队首先越界说”背书。
1950年7月4日（UTC−05:00），苏联政府致函联合国秘书长赖伊称朝鲜战争的爆发是韩国军队挑衅攻击朝鲜边境区域所致。
1950年7月，中国共产党官方媒体《人民日报》刊登多篇文章，内容提及韩国军队“攻占海州”。
1950年8月11日（UTC−05:00），时任联合国安理会轮值主席、苏联驻联合国安理会代表雅科夫·馬利克在安理会第486次全体会议称，朝鲜战争的爆发是由韩国于6月25日拂晓入侵朝鲜而引起，并引用了被俘韩国陆军第17联队所属陆军中尉韩瑞焕和上士朴锾泰两人的谈话，描述了韩国军队越过三八线入侵朝鲜海州、金川、铁原地区并被击退的全过程。
1953年8月28日（UTC−05:00），联合国大会第431次全体会议，苏联驻联合国大会代表维辛斯基称1950年纠合韩国军队进犯朝鲜的外国干涉主义者应负战争责任。

### 韩国与联合国军
朝鲜政府在战争初期的宣称遭到韩国政府的否认。在美国驻联合国代表团转交联合国秘书长赖伊的电文中，韩国政府称6月25日上午4时（UTC+09:00）开始，朝鲜人民军对韩国多处地点发起攻击，且声称金日成在25日（UTC+09:00）下午13时30分所称的“南朝鲜军队越过三八线进犯朝鲜”一事为朝鲜政府捏造。
1950年6月26日（UTC+09:00），韩国的主流报纸《东亚日报》《京乡新闻》《朝鲜日报》报道了朝鲜人民军南下入侵和韩国国防军抵抗的的消息。
6月27日（UTC+09:00），《东亚日报》《京乡新闻》《朝鲜日报》报道了韩国军队击退朝鲜军队并反攻进入海州的新闻。6月26日（UTC+08:00）《香港工商晚报》（转引美联社消息），6月27日（UTC+08:00）《华侨日报》（转引路透社消息），6月27日（UTC+08:00）《中央日报》（转引美联社和路透社消息）等报道了韩国版本的“海州反击战”。
后韩国政府否认了“海州反击战”，声称这是是假新闻并归咎于一位夸大其词的军官。根据当时派驻瓮津半岛的《联合新闻》(연합신문)记者崔起德(최기덕)的回忆，6月25日（UTC+09:00）瓮津战役爆发后，韩国陆军本部要求记者和17联队均撤回到首尔，17联队长白仁烨通知崔起德“回到首尔后，告诉他们白仁烨已经指挥着他的部队朝海州开进了”，后报道课长金賢洙(김현수) 大领为鼓舞军队士气虚构了“国军17联队突入海州”的新闻。金賢洙于1950年6月28日（UTC+09:00）在韩国中央放送局阵亡，后追授少将军衔。
1951年5月2日（UTC−05:00），聯合國軍司令部向安理會提交的特別報告書中，附加了北朝鮮陸軍參謀本部的“偵查命令第一號”和“作戰命令第一號”的翻译件，认为朝鲜战争系朝鲜政府发动。
1951年5月31日（UTC−05:00），聯合國軍司令部向安理會提交的特別報告書中，为驳斥朝鲜政府对上述文件真实性的质疑，附加了北朝鮮陸軍參謀本部的“偵查命令第一號”和“作戰命令第一號”的原件影印版，并对朝鲜政府的质疑提出了反驳的理由。

## 争议

### 各方对该战役描述的差异
战争爆发后，各方对海州突击战的叙述存在一定出入：
1.实施进攻的时间不同。朝鲜声称韩国军队攻打海州、金川、铁原地区的行为挑起了整场战争，而韩国声称的海州战役是在朝鲜全面入侵韩国后，韩国一方发起的反击战，最后彻底否认其存在。
2.韩军攻打的地点的数目不同。朝鲜指控韩国军队入侵海州、金川、铁原等三个地区，但韩国政府仅仅声称攻下海州一个城市。
3.海军渗入海州的距离不同。朝鲜指控韩国军队在海州、金川、铁原地区深入1-2公里，但韩国政府声称其军队深入三八线以北5英里，但Glenn D. Paige的"The Korean Decision, June 24-30, 1950"一书中则提到另一说法，即白善烨的第一师渗入三八线以北一英里。按照朝鲜政府和Glenn Paige的这一说法，韩国军队无法攻下位于38° 2′ 0″ N, 125° 43′ 0″ E的海州市。
4.韩国政府、《纽约时报》《纽约先驱论坛报》《华盛顿邮报》声称海州突击战为白仁烨指挥下的驻扎瓮津半岛的第17联队实施（这一点与朝鲜政府说法一致），《芝加哥论坛报》（轉引美聯社消息）报道稱該戰鬥為白善烨指挥的驻扎在开城的第1师团实施，该消息由美国军事顾问证实。
5.印度学者Karunakar Gupta的"How Did the Korean War Begin?"中提到的海州战役发生于6月25日下午或晚上，但威廉·布鲁姆的"Killing Hope: U.S. Military and CIA Interventions since World War II"一书以及《华侨日报》转引的路透社消息中则描绘其发生于26日早上。

### 中国媒体中的分歧
察网的《千钧客：围剿〈我的战争〉宣传片的要害是“意在沛公”》《千钧客：谁是朝鲜半岛局势恶化的罪魁祸首？》，《鹿野：金日成真的是朝鲜战争的发动者吗？》《鹿野：“我们的战争”——浅谈关于抗美援朝的几个问题兼评沈志华的“研究”》《无风即风：再论朝鲜战争第一枪：由始至终都是美国佬》，乌有之乡的《“苏联解密档案”从反面证明了美韩挑起战争》《鹤龄：从假如这次朝鲜还击论及朝鲜战争的“第一枪”》《是谁挑起了“朝鲜战争”？》等文章将1950年6月25日13时30分金日成首相在平壤广播电台发表广播讲话的时间，误称为「1950年凌晨1时许韩国军队越过三八线入侵海州」。
[[Category:]]
2017年5月，中国官方的人民日报海外版账号（筆名侠客岛）宣称「因为金日成要统一半岛，朝鲜半岛才爆发战争。中国卷入付出几十万生命，引发中美长期对抗，中国承担了朝鲜“任性”与妄动的大部分成本」。这篇文章发表时正值中朝双方因核问题引发分歧及双方论战期间。2018年，中国和朝鲜关系缓和后，类似的言论不再见于中国媒体特别是官媒中。中国对朝鲜战争的官方立场再次完全回到了“朝鲜战争是内战，是因为美国的介入而演变成国际战争”的立场。

### 学术争议
美国官方和学界普遍认为是朝鲜对韩国主动发起战争，部分学者如Hugh Deane以及布魯斯·卡明斯等持有韩国先开战的观点。
印度学者Karunakar Gupta于1972年在文章"How Did the Korean War Begin?"中分析了韩国军队首先越界的可能性，但是没有有力的证据可以证明这一点。随后美国学者李庭植,Robert Simmons均撰文反驳这一观点。"How Did the Korean War Begin?"与Karunakar Gupta在1974年的另一篇文章“The hidden history of the Sino-Indian frontier”部分内容有出入，后者将韩国陆军第1师师长错写为白仁烨。
韩国学者鄭秉峻教授认为由韩国先发制人进攻海州的行动并不存在，他认为，对海州的攻击是韩国陆军本部在1950年3月制定的“作战命令38号”下的正常防御计划的一部分，且陆军本部攻击海州的命令在1950年6月26日（UTC+09:00）而非6月25日（UTC+09:00）发出；且韩国宣称的海州反击战也不存在，因为6月25日上午在北韩军队攻击后，驻守瓮津的韩国军队已经处于崩溃状态，不具备反攻的能力。
《朝鲜战争：俄国档案馆的解密文件》中的文件SD02931显示，朝鲜人民军在三八线地区的集中开始于6月12日，结束于6月23日，人民军各部队于6月24日24时（UTC+09:00）进入出发位置。军事行动于25日4时40分（UTC+09:00）开始，这证明朝鲜人民军进攻韩国是有预谋的。